# Johan Palm
 (octobre 2010).
Si vous disposez d'ouvrages ou d'articles de référence ou si vous connaissez des sites web de qualité traitant du thème abordé ici, merci de compléter l'article en donnant les références utiles à sa vérifiabilité et en les liant à la section « Notes et références ».
Johan Palm, né le 3 mars 1992 à Mjölby en Suède, fut un candidat de l'émission Idol 2008, l'équivalent suédois de la Nouvelle Star. C'est dans cette même émission qu'on pu le voir interpréter des chansons telles que Poison de Alice Cooper, The Drugs Don't Work des Verves ou I Want to Know What Love Is de Foreigner et d'arriver à la 4e place de l'émission
Cette émission lui permit de se lancer dans une carrière en solo de chanteur, avec l'album My Antidote, numéro 1 aux charts suédois de 2009.

## Discographie

### Albums
- My Antidote
- #Teenage Battlefield [3:39]
- #Emma-Lee [3:03]
- #Come On [3:57]
- #All the Time in the World [3:54]
- #Danger Danger [3:34]
- #Antidote [3:45]
- #Satellite [4:13]
- #You're Killing Me [3:44]
- #More to Her Than Meets the Eye [2:51]
- #Let the Dream Begin [4:18]

### Singles
| Date de sortie | Single                      | Suède | Album       |
| -------------- | --------------------------- | ----- | ----------- |
| 2009           | "Emma-Lee"                  | 1     | My Antidote |
| 2009           | "All the Time in the World" | -     | My Antidote |